# 竹内佐織
竹内 佐織（たけうち さおり、1997年10月24日-)は、日本のモデル、女優。オスカープロモーション所属。愛知県名古屋市出身。2017年のミス・ユニバース・ジャパン岐阜代表。C.C.ガールズ3のメンバーとしても活動している。

## 略歴
- 愛知県名古屋市出身。
- 金城学院中学校・高等学校を経て、金城学院大学人間科学部現代子ども教育学科卒業。
- 2017年、ミス・ユニバース・ジャパン岐阜代表に選出。
- オスカープロモーションに所属し、モデルや女優として活動。
- 2025年4月、三越劇場にて舞台デビューを果たす。

## 活動
- 舞台、映画、テレビドラマ、配信作品、CMなどに出演。
- モデルとしても雑誌や広告に登場。
- C.C.ガールズ3のメンバーとして、イベントやメディア出演などを行っている。

## 人物
- 身長174cm。
- ビールとさつまいもが好物。
- Instagramでは舞台活動や日常生活について積極的に発信している。